# Škoda 26T

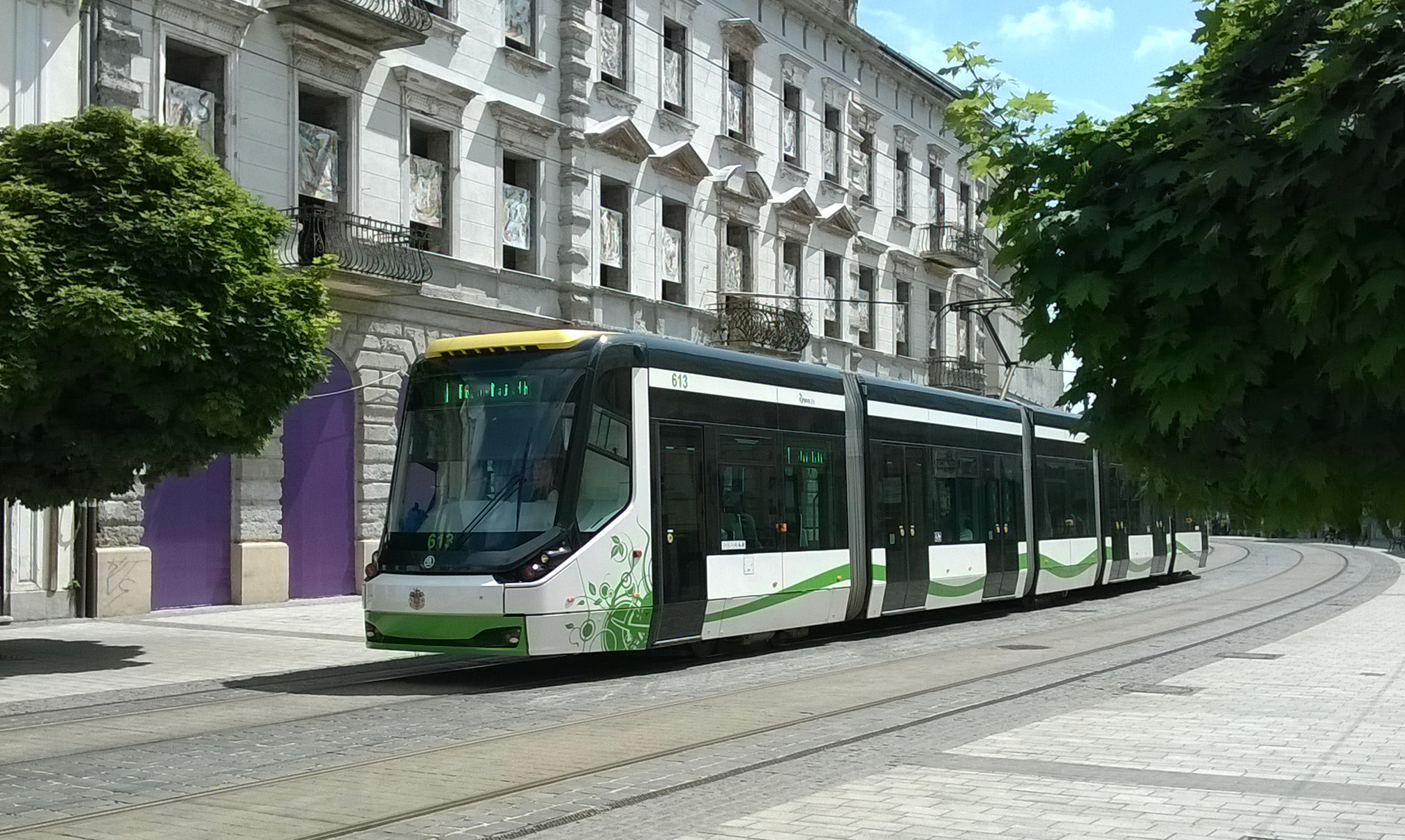
Az 1-es villamos a Széchenyi utcán (2015)

A Škoda 26T (korábban 25T) egy ötszekciós, kétirányú, teljesen alacsony padlós villamos, amit a Škoda Transportation fejlesztett ki Miskolc számára a Škoda ForCity Classic járműcsalád részeként. 2650 mm-es szélességével a gyártó illetve Magyarország legszélesebb villamosa.

## Járműszerkezet
A jármű a Škoda 14T típus alaposan áttervezett utódja, melyet a Mladá Boleslav-i Aufeer Design álmodott meg. A villamos kétirányú, ötszekciós, három forgóvázzal, amelyek közül kettő hajtott, a középső pedig passzív. Mindkét oldalán hat ajtó található (összesen tizenkettő), melyek dupla szélességűek, kivéve a vezetőálláshoz legközelebbi ajtókat, amelyek egyszeres szélességűek. A száz százalékig (330 mm belépési magasság) alacsony padlós villamos  klímaberendezéssel  van ellátva, és egyszerre akár 354 utast is szállíthat. A megrendelő kérésére a szekciók szabadon variálhatók 3–7 darab között (18–50 m hosszúság), de az egyes részek is kérhetők különböző hosszúságban.
Miskolcon a járművek el vannak látva hangos és kétféle vizuális utastájékoztatással (mindkettő Bustec rendszerű), ezenkívül a digitális jegylyukasztó készülékeken egy plusz kijelző mutatja a pontos időt. Az első üzemnapokat követően már egy modernebb, valós idejű utastájékoztatást kaptak, valamint a járat nevének bemondását a külső hangszórók igénybevételével (ezt utóbb elhagyták). A programnak köszönhetően a villamos képes arra, hogy amennyiben késésben van a menetrendhez képest, úgy a forgalomirányító jelzőlámpákat neki kedvezően képes zöldre állítani. Jellemzően dupla üléssorok találhatóak benne, a középső részen állóhelyekkel, illetve a mozgássérültek, kerékpárok és babakocsik számára fenntartott helyekkel. A villamos be van kamerázva, emellett az ajtók mellett egy nyomógombos jelzőrendszer, valamint vészfék is található. A leszállásjelzőket a két ajtószárnyra telepítették. Eredetileg csak a csuklókban voltak lengőkapaszkodók, azokat később szerelték fel a teljes villamoson. A típus a megrendelő kívánságának megfelelően ellátható Wi-Fi kapcsolattal is, Miskolcon ezt utóbb szerelték be.

## Szállítások
A prototípus a tervezőasztalon 2010-ben született meg, amely aztán a Zöld Nyíl villamosprojekten belül befutó lett, s így első példányai Miskolcra kerülhettek. A szerződést 2012 elején kötötte meg az MVK Zrt. és a Škoda Transportation, a prototípusok építése júliusban kezdődött. Az első két példány közül az egyik kizárólag üzemi próbákat végzett, míg a másik 118-as ideiglenes pályaszámmal Plzeň városában vett részt a városi forgalomban. Az első jármű 2013. július 2-án hajnalban érkezett Miskolcra, ahová 2014 decemberéig folyamatosan érkezett 31 példány, 600–630 pályaszámokon. Bár a gyártó a vállaltnál hamarabb leszállította az összes villamost (az eredeti vállalás 2015. február volt), az összes jármű csak 2015. február 23-án állt forgalomba.

## Testvértípusok
A 26T némiképp áttervezett alváltozata, a Škoda 28T a törökországi Konya városának számára készül. A főbb különbségek: áttervezett homlokfal, hosszabb, de 10 cm-rel keskenyebb járműszerkezet, külön üzemeltethető kézifék, illetve kamerás helyett hagyományos visszapillantó tükrök. Emellett a klímaberendezés is a török klimatikus viszonyokhoz került áttervezésre. Két villamos képes csatoltan is közlekedni, fényszórói erősebbek (a városban hosszú alagutas szakaszok is vannak, ezért fokozottan tűzálló anyagokat használtak fel). Miután a városban beváltak a prototípusok, Konya további 12 példányt rendelt belőlük, ám ezek már felsővezeték nélküli üzemre is képesek: harminc alkalommal képesek 30 km/h sebességre felgyorsulni, kb. 8 kilométeres távon.
Hasonló, csak minimális eltérésekkel rendelkező alváltozat a 29T és 30T típus, amelyek Pozsonyban közlekednek. A módosított külsőn túlmenően a befogadóképességük kisebb, emellett a 28T-hez hasonlóan keskenyebbek (alkalmazkodva a keskenyebb nyomtávolsághoz), és különféle átalakítások miatt csak 87%-ban alacsonypadlósak. A 29T típus egyirányú, egyoldali ajtós, míg a 30T kétirányú, kétoldali ajtós.

## Előfordulás
| Ország       | Város    | Üzemeltető cég              | Nyomtáv  | Hossz    | Beszerzés éve | Mennyiség | Kép |
| ------------ | -------- | --------------------------- | -------- | -------- | ------------- | --------- | --- |
| Magyarország | Miskolc  | MVK Zrt.                    | 1435 mm  | 32,1 m   | 2013–2015     | 31        |     |
| Törökország  | Konya    | Konya Büyükşehir Belediyesi | 1435 mm  | 32 m     | 2014–2016     | 72        |     |
| Szlovákia    | Pozsony  | Dopravný podnik Bratislava  | 1000 mm  | 32,5 m   | 2014–2015     | 30        |     |
| Összesen     | Összesen | Összesen                    | Összesen | Összesen | Összesen      | 133/35    |     |

## Galéria

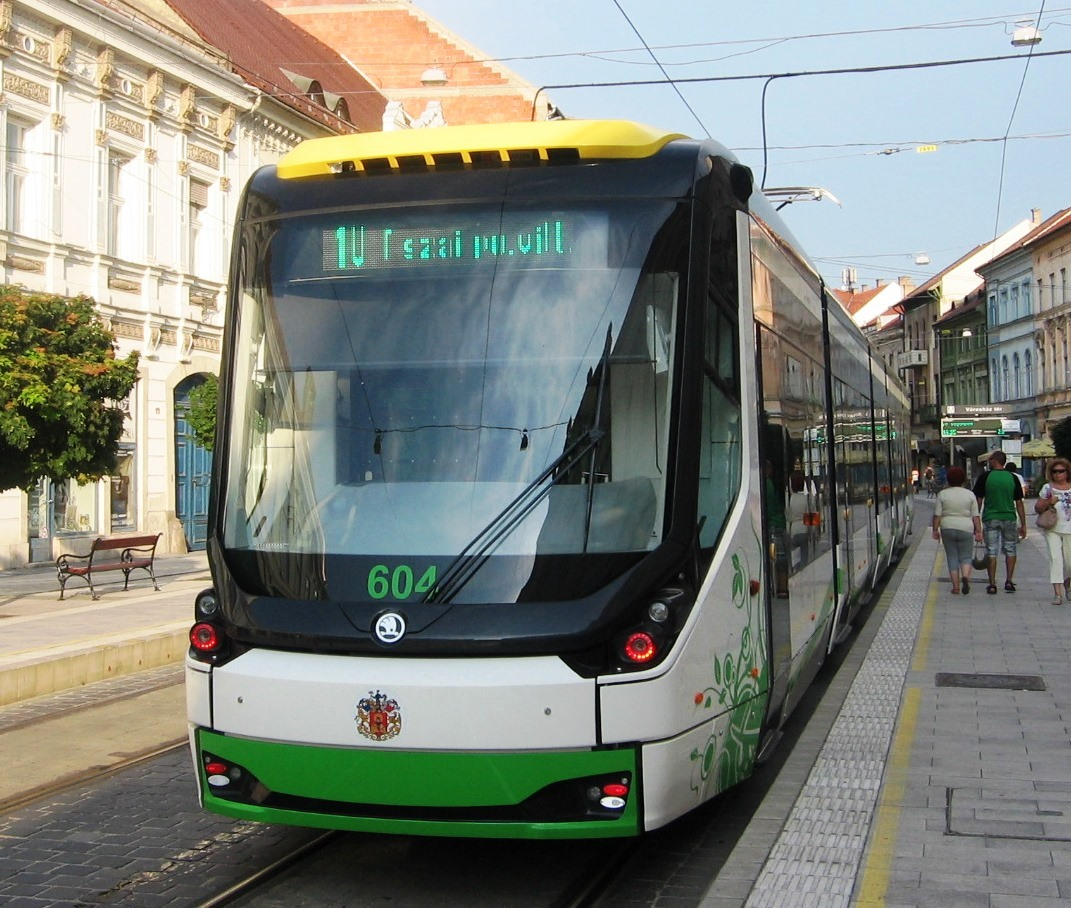
Miskolc, Városház tér
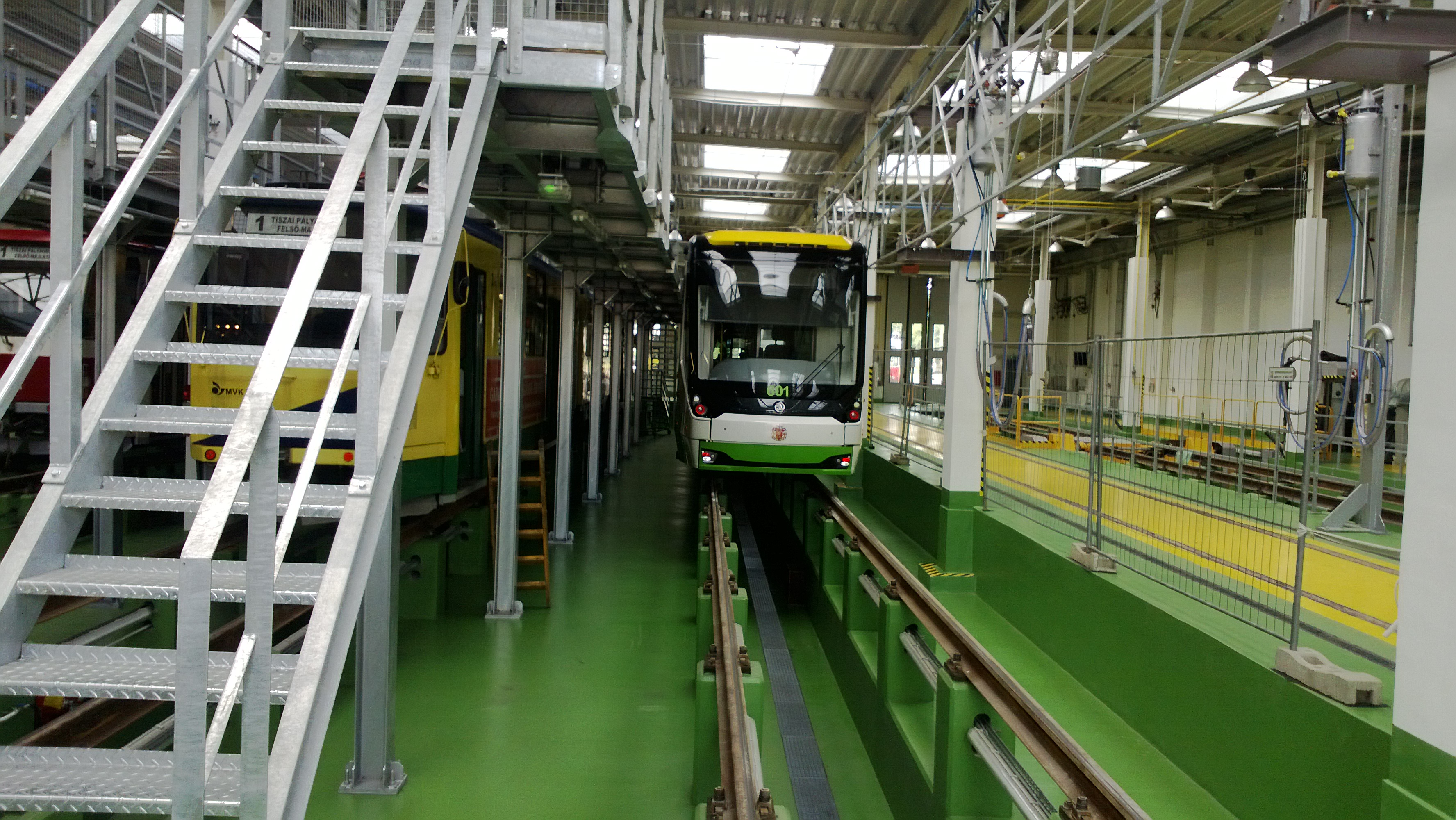
A javítóaknán állva
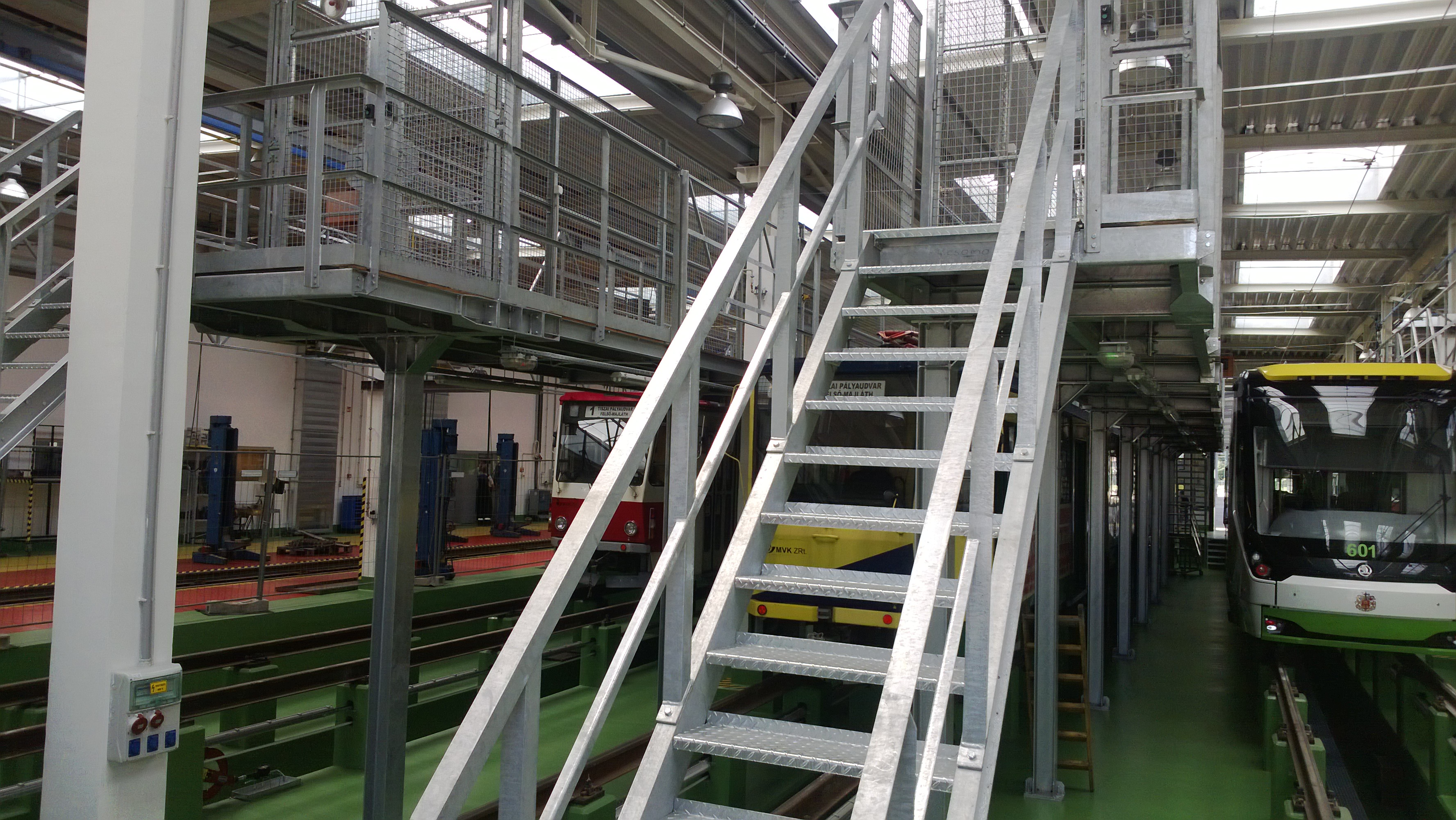
A javítóaknán állva
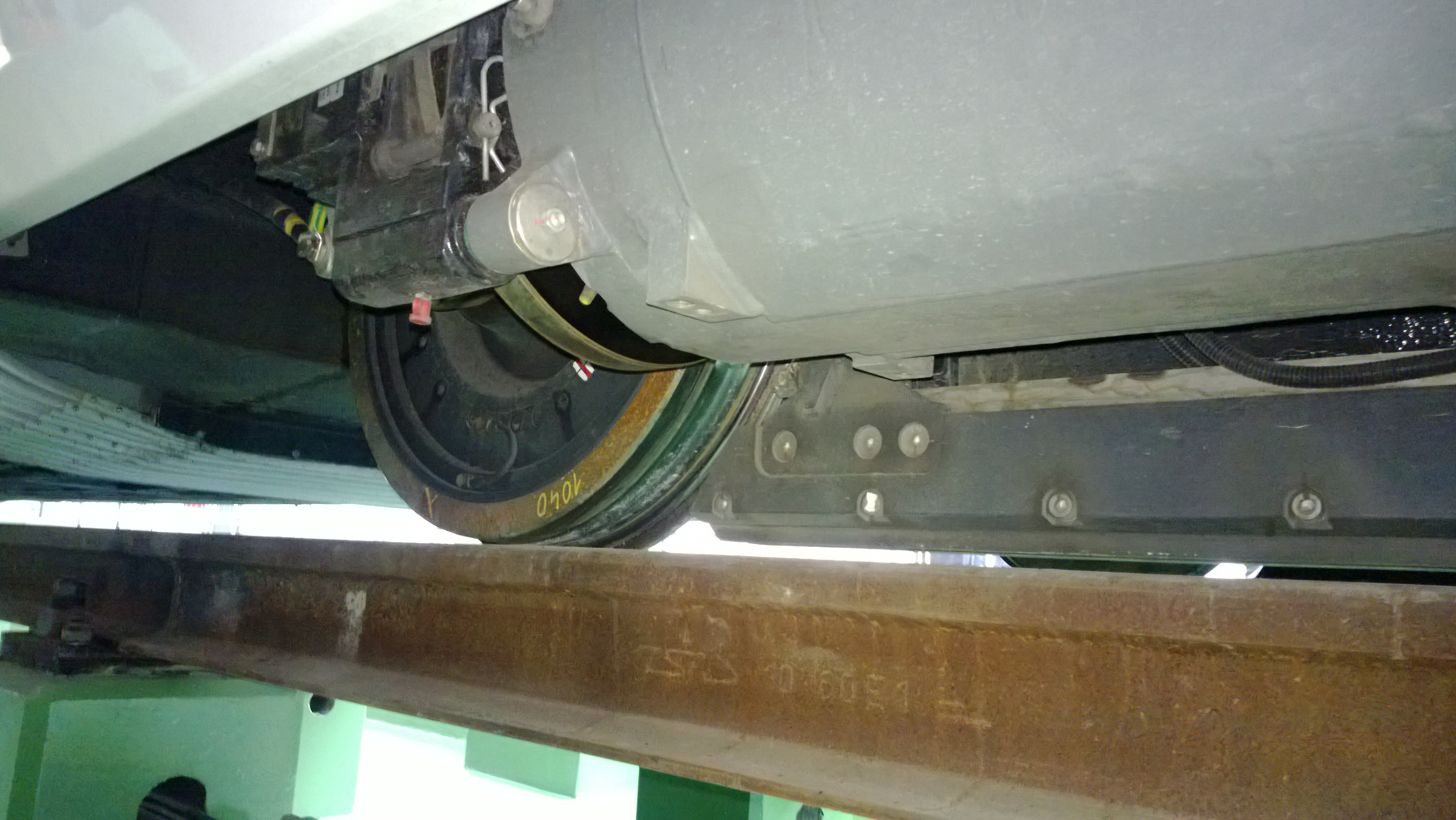
Az egyik kereke
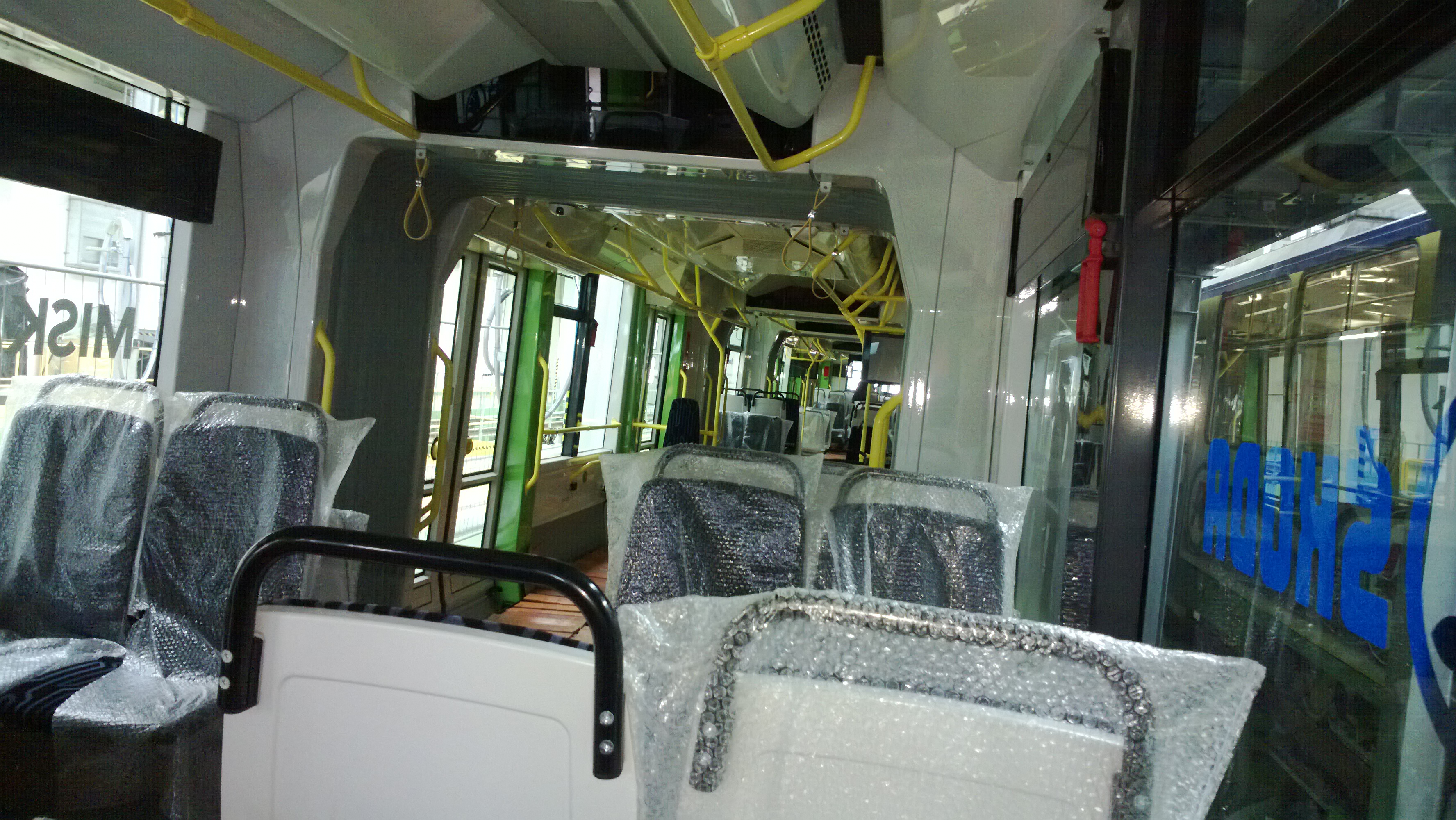
Utastér, még gyári csomagolásban
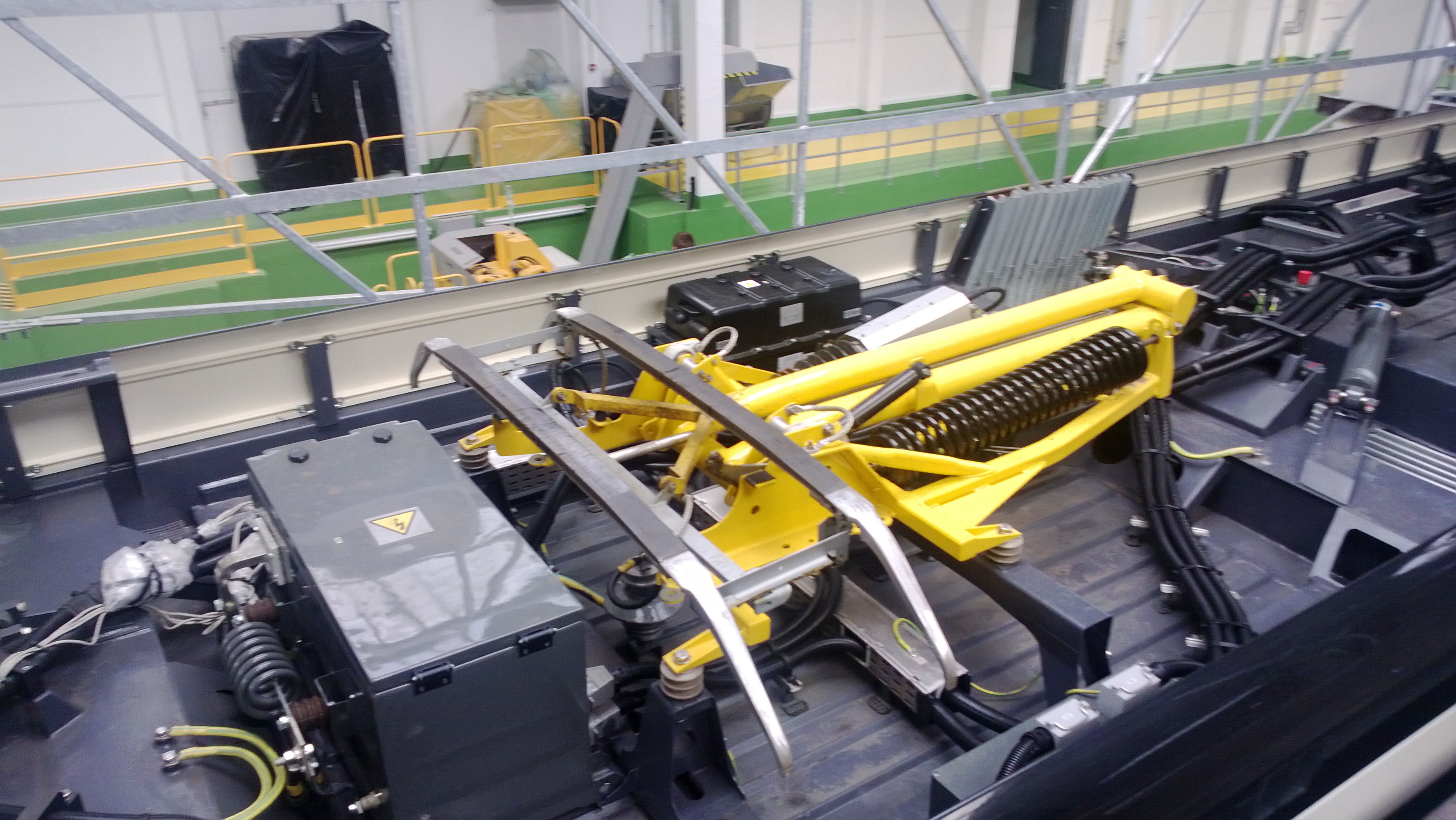
áramszedő, alig használt csúszószénnel
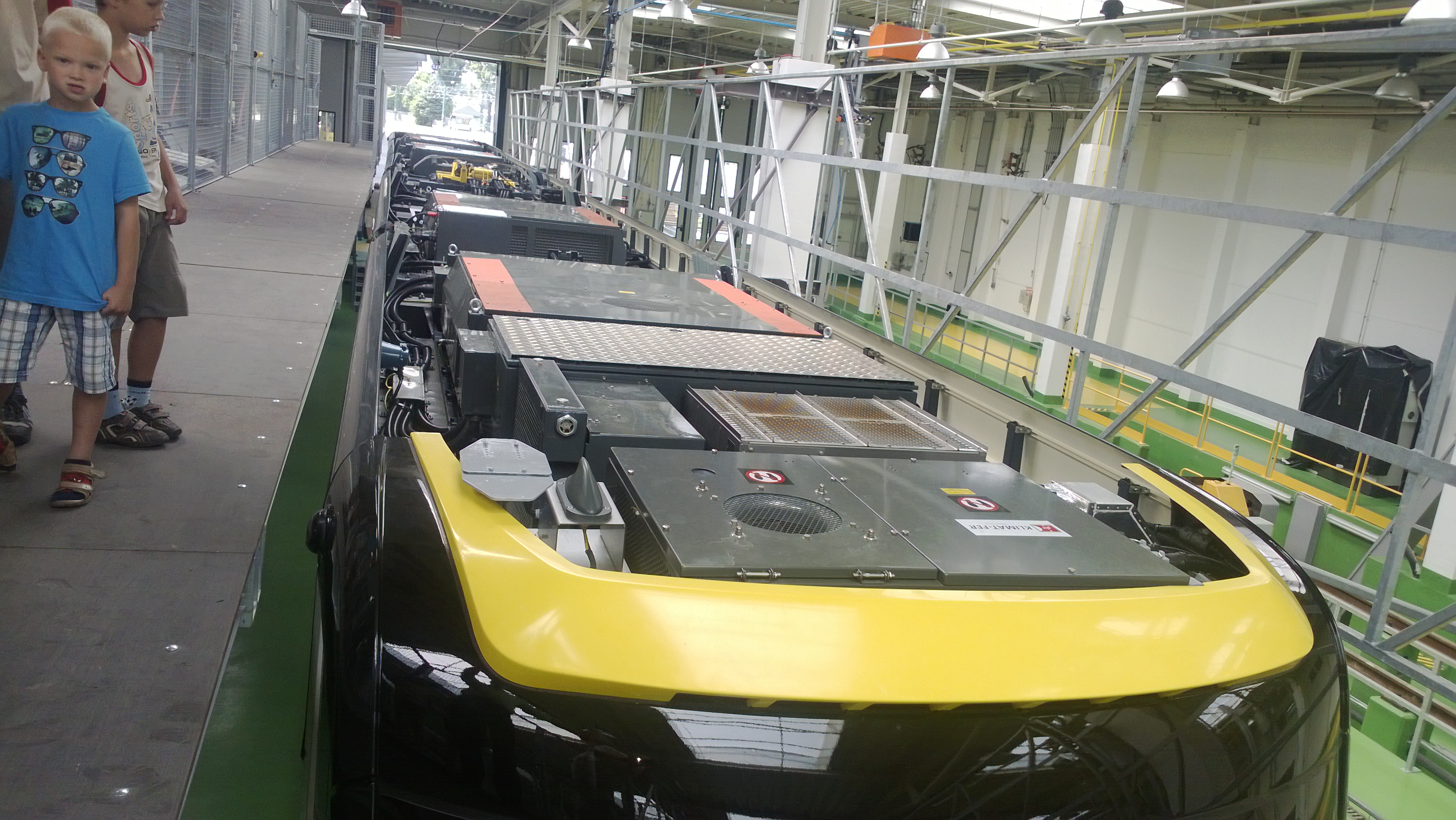
A jármű teteje, rajta a klímával
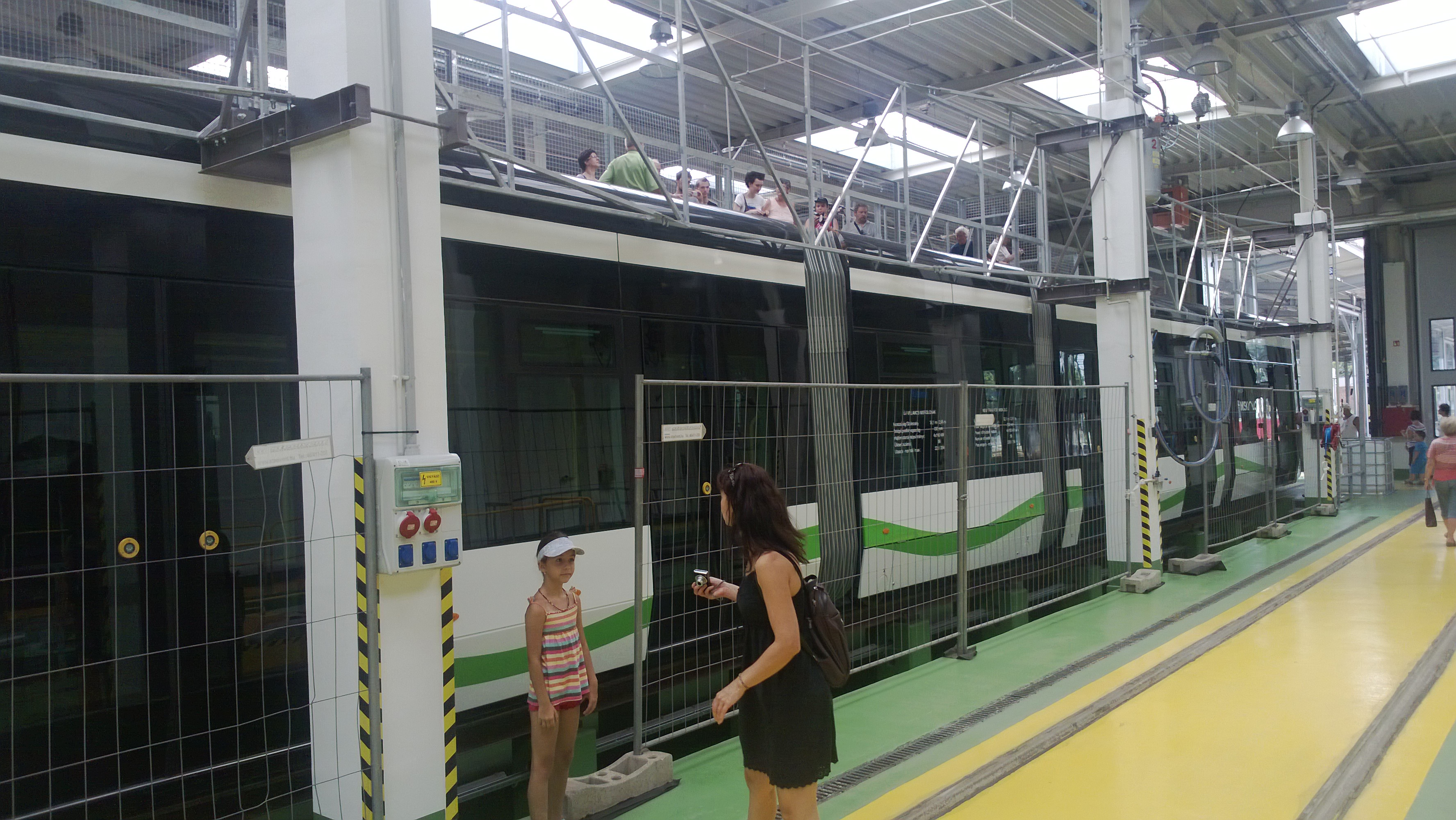
A nyílt napon sokan voltak kíváncsiak a járműre
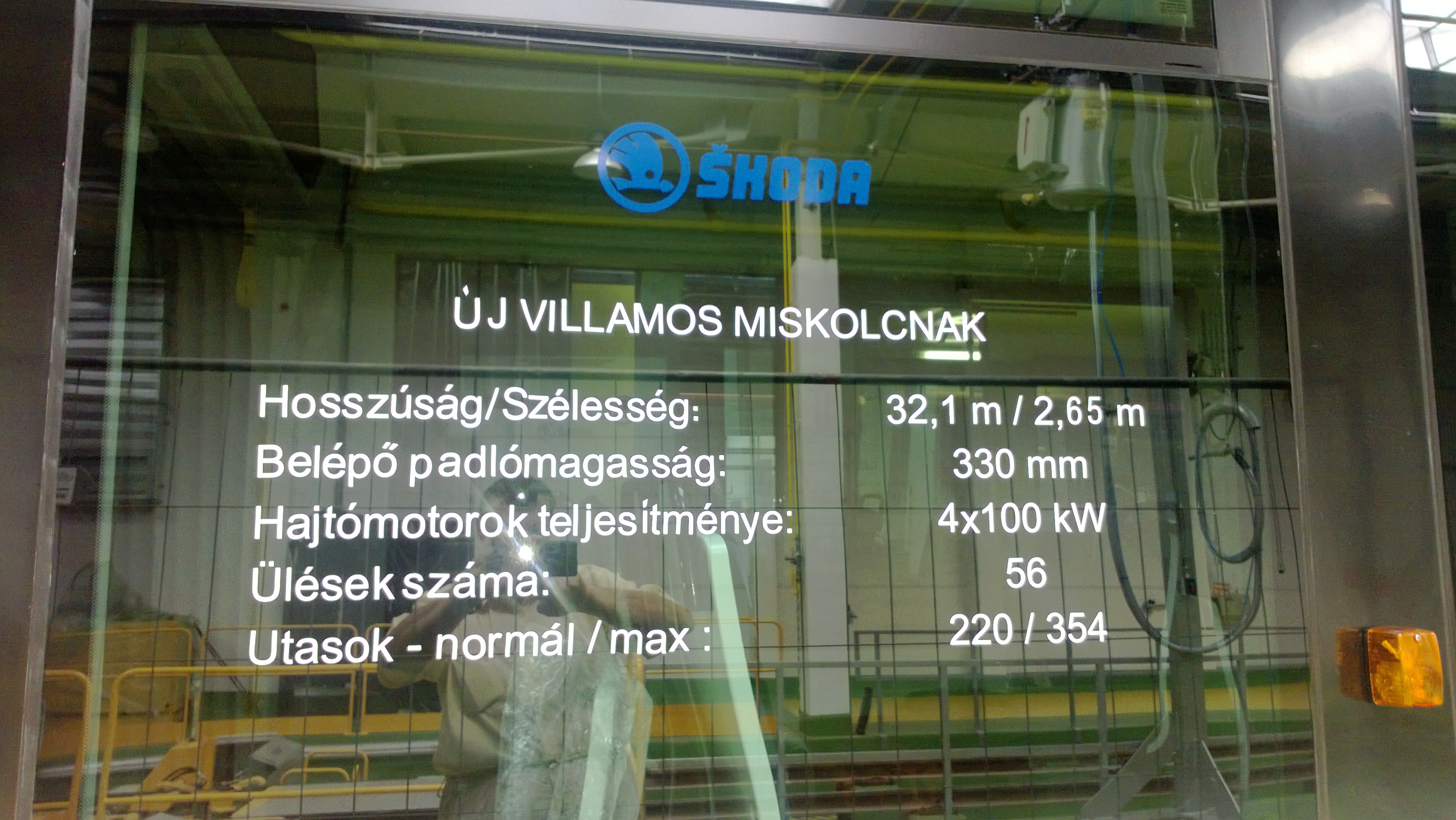
adatai az oldalablakon

## Érdekességek
- A két prototípus közül a másodiknak elkészült, 601-es pályaszámú jármű érkezett először Miskolcra. Ez a két jármű apró különbségekben eltér a sorozatjárművektől: a 601-es ablakaira a típus főbb jellemzőit matricázták rá és a beltérben plusz leszállásjelző lámpákat kapott, míg a 600-as ajtajainak színe egy árnyalatnyival sötétebb.
- A típus "City 26" fantázianéven szerepel a Cities In Motion 2 című játék "European Vehicles" nevű DLC-jében.